# Аграрный
Агра́рный — посёлок в Милютинском районе Ростовской области.
Входит в состав Лукичевского сельского поселения.

## История
В 1987 году указом Президиума Верховного Совета РСФСР Посёлку центральной усадьбы овцесовхоза «Гусаревский» присвоено наименование Аграрный.

## Население
| 2010 |
| ---- |
| 295  |

## Улицы
| - ул. Набережная, - ул. Новая, - ул. Совхозная, - ул. Строительная, - ул. Студенческая, - ул. Черемушки, | - пер. Аграрный, - пер. Кооперативный, - пер. Степной. |